# ActiveState
ActiveState Software Inc. — канадская компания, занимающаяся разработкой и поддержкой кросс-платформенных инструментов разработчика для работы со скриптовыми языками Perl, Python, Tcl, PHP, JavaScript, Ruby.
К числу её продуктов относятся прежде всего Komodo IDE, коммерческая интегрированная среда на базе ядра Mozilla, и бесплатный открытый текстовый редактор Komodo Edit, являющийся урезанной версией первого продукта.
Компания занимается бесплатным распространением дистрибутивов популярных скриптовых языков ActivePerl, ActivePython и ActiveTcl, объединяющих трансляторы этих языков, большой набор популярных библиотек, а для Windows — средства интеграции с WSH.
Также она производит среду исполнения языка программирования Perl, Python и Tcl, содержащие дополнительные инструменты для работы с этими языками — такие как визуальные отладчики и «компиляторы», точнее средства, позволяющие распространять написанные на этих языках программы в виде автономных запускаемых файлов.
Компания ActiveState активно участвует в разработке открытых средств программирования, связанных с поддерживаемыми ею языками. Также выступает как один из спонсоров их разработки.
В сентябре 2003 года антивирусная компания Sophos приобрела фирму ActiveState, желая в первую очередь получить в своё распоряжение линейку продуктов для борьбы со спамом. Сумма сделки составила $23 млн. С тех пор ActiveState существует как подразделение Sophos.